# 岡田温 (農業技師)

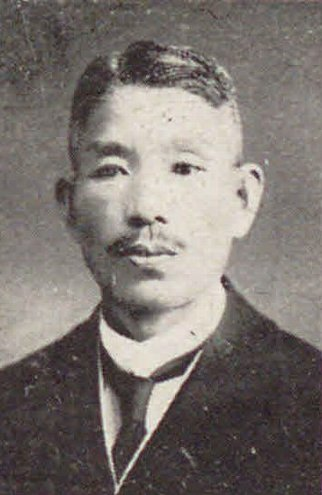
岡田温

岡田 温（おかだ ゆたか、明治3年6月20日（1870年7月18日）－昭和24年（1949年）7月25日）は、明治・大正・昭和期の農業技師。後に衆議院議員を務めた。

## 経歴
伊予国久米郡（後に愛媛県温泉郡石井村を経て松山市）出身。明治32年（1899年）に東京帝国大学卒業後、全国農事会に務めるが、家庭の事情によって1年で帰郷して農業を継ぐが、温泉郡の要請を受けて郡の農業技師となり実績を挙げ、次いで明治38年（1905年）には愛媛県の農業技師となった。明治41年（1908年）に別子銅山の四阪島製錬所からの煙害が問題化した際には、農民達とともに住友財閥の責任を追及、住友側もこれを認めて再発防止策と賠償に応じた。
大正10年（1921年）から15年にわたって帝国農会幹事を務め、簿記を活用して米生産における生産費の計算を行い、小規模な自作農が経営可能な農業経営の確立と普及に努めた。また、第2次護憲運動を支持する立場から第15回衆議院議員総選挙に立候補して当選、普通選挙法と農業問題を取り上げたが1期で引退する。昭和11年（1936年）に帝国農会を退くが、昭和14年（1939年）には石井村の村長に選ばれた。その後も愛媛県食糧営団理事長・愛媛県農民組合連合会長を務め、戦中・戦後を通じて愛媛県の農業発展に尽くした。